# Vita per vita - Massimiliano Kolbe
Vita per vita - Massimiliano Kolbe (Życie za życie. Maksymilian Kolbe) è un film del 1991 diretto da Krzysztof Zanussi.
È una pellicola biografica dedicata a san Massimiliano Maria Kolbe, morto ad Auschwitz per salvare un altro prigioniero.